# Liste des capitaines du duché de Bucovine

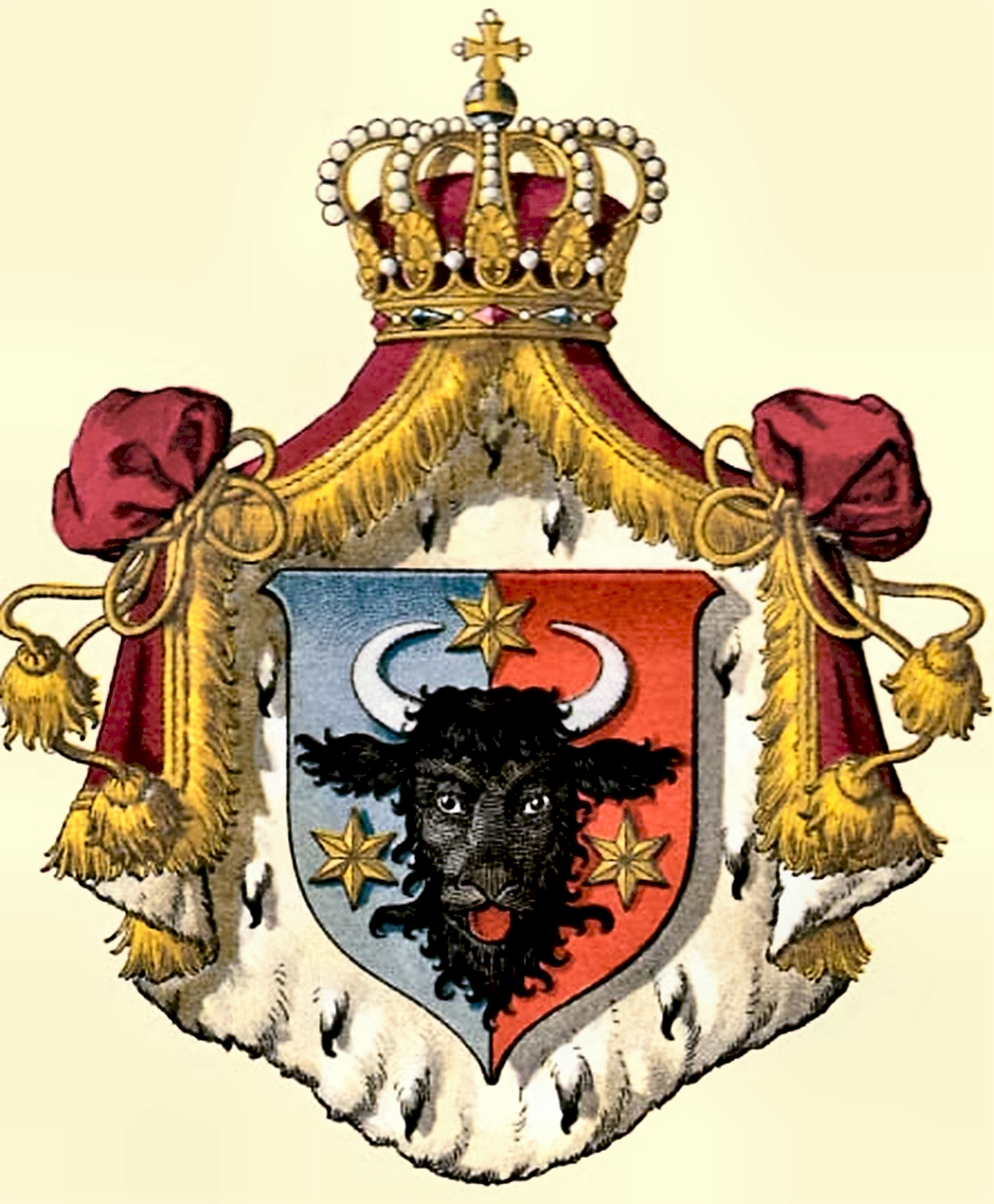
Les armoiries du duché de Bucovine, Hugo Gerard Ströhl (1867).

Ceci est la liste des chefs du gouvernement (Landeshauptleute,  « capitaines », en roumain mareșal ou en polonais marszałek « maréchaux ») du duché de Bucovine sous le règne de la monarchie de Habsbourg,,. 

## L'office

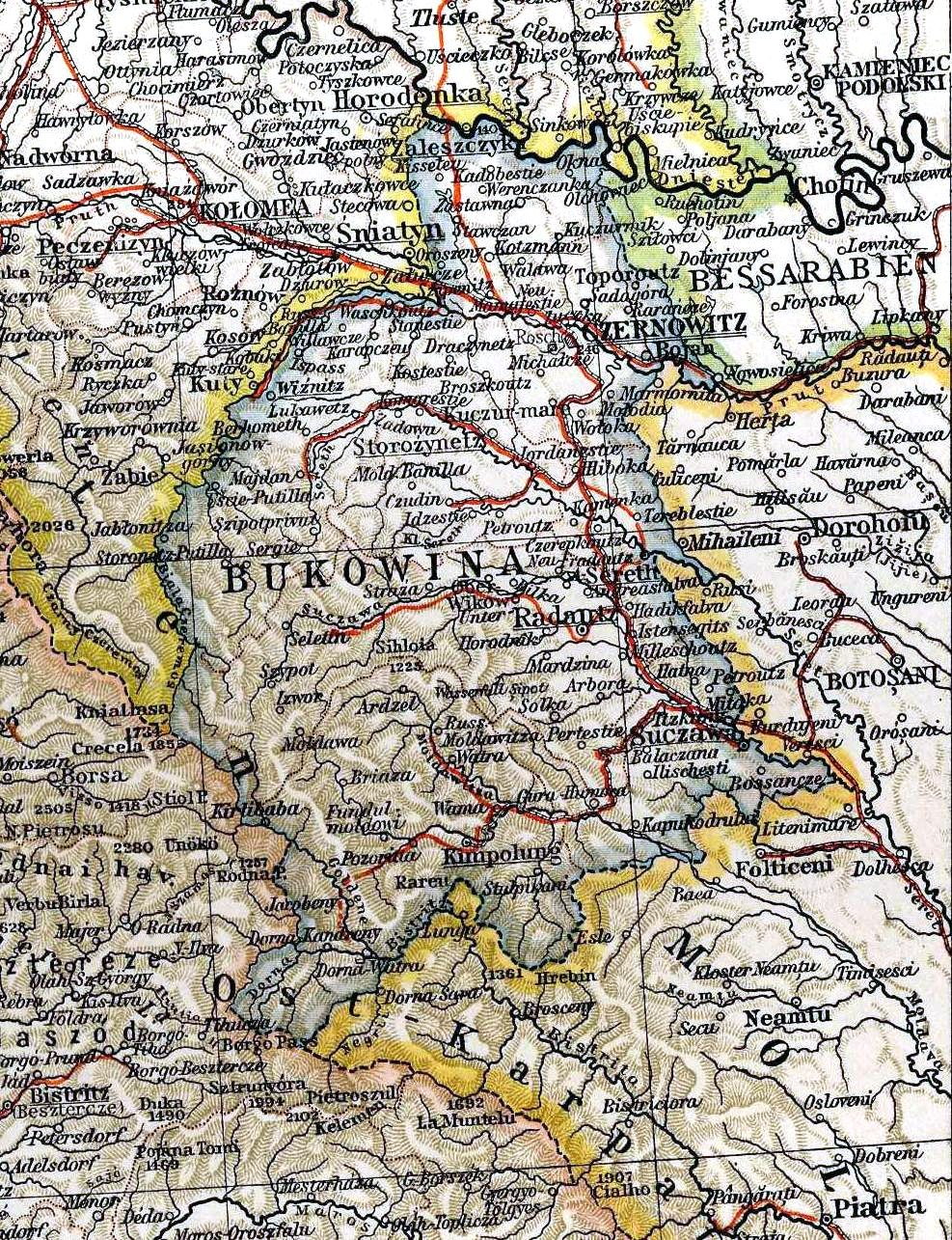
Le duché de Bucovine vers l'an 1900.

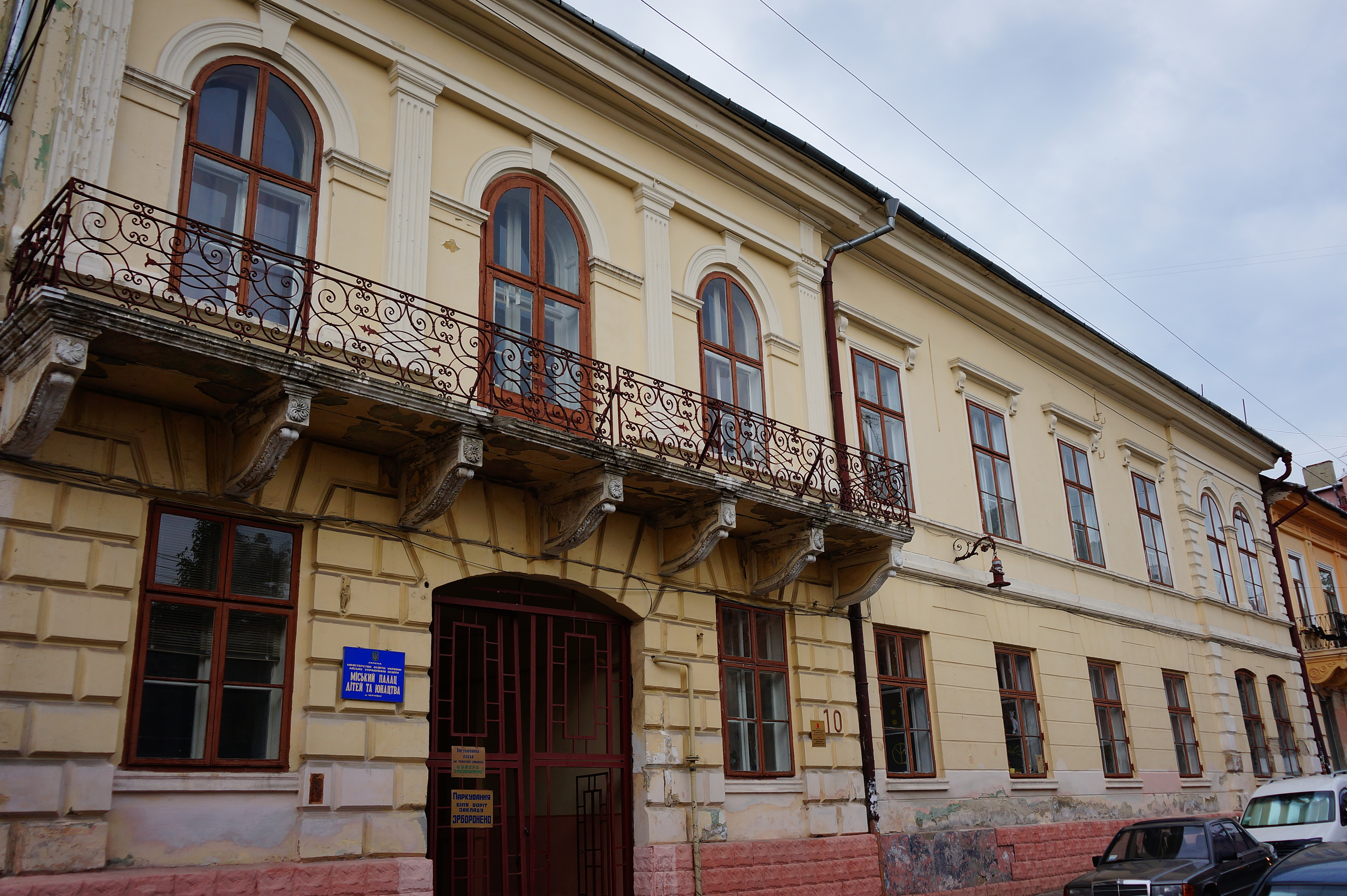
L'ancien siège du Landtag à Czernowitz.

Conformément aux dispositions de la Patente de février, la Constitution pour les pays de l'empire d'Autriche adoptée en 1861, l'empereur désigne un gouverneur (Landeschef ; en Bucovine : Landespräsident) à chaque terre de la Couronne autrichienne. Outre le gouverneur représentant le monarque et le gouvernement impérial à Vienne, l'empereur nomme un membre de la diète provinciale (Landtag) au poste de Landeshauptmann avec la fonction de président de l'assemblée et de son Comité exécutif (Landesausschuss).

## Capitaines de la Bucovine
| Dates                                  | Portrait                                                         | Capitaines,                                                            |
| 26 février 1861 – 4 décembre 1862      | Eugène Hacman ou Eugen Hackmann                                  | Eugène Hacman (de) ou Eugen Hackmann                                   |
| 5 décembre 1862 – 15 août 1870         | Eudoxe Hurmuzachi ou Eudoxius von Hormuzaki                      | Eudoxe Hurmuzachi (ou Eudoxius von Hormuzaki)                          |
| 16 août 1870 – 15 décembre 1871        | Alexandre Vasilco-Serețchi (ou Alexander Wassilko von Serecki)   | Alexandre Vasilco-Serețchi (ou Alexander Wassilko von Serecki)         |
| 16 décembre 1871 – 10 février 1874     | Eudoxe Hurmuzachi (ou Eudoxius von Hormuzaki)                    | Eudoxe Hurmuzachi (ou Eudoxius von Hormuzaki)                          |
| 27 avril 1874 – 18 juillet 1884        | Antoine Coceanovski-Stăuceni (ou Anton Kochanowski von Stawczan) | Antoine Coceanovschi-Stăuceni (de) (ou Anton Kochanowski von Stawczan) |
| 19 juillet 1884 – 31 août 1892         | Alexandru Vasilco-Serețchi (ou Alexander Wassilko von Serecki)   | Alexandre Vasilco-Serețchi (ou Alexander Wassilko von Serecki)         |
| 1er septembre 1892 – 13 septembre 1904 |                                                                  | Ioan Lupul (de) ou Johann von Lupul                                    |
| 14 septembre 1904 – 26 mai 1911        | George Vasilco-Serețchi (ou Georg Wassilko von Serecki)          | Georges Vasilco-Serețchi (de) (ou Georg Wassilko von Serecki)          |
| 27 mai 1911 – 12 novembre 1918         | Alexandru Hurmuzachi (ou Alexander von Hormuzaki)                | Alexandru Hurmuzachi (ou Alexander von Hormuzaki)                      |